# San Jose Open 1994
Il San Jose Open 1994 è stato un torneo di tennis giocato sul cemento indoor, la 106ª edizione del SAP Open, facente parte della categoria World Series nell'ambito dell'ATP Tour 1994. Si è giocato per la prima volta a San Jose, nell'HP Pavilion, dal 31 gennaio al 6 febbraio 1994.

## Campioni

### Singolare
Renzo Furlan ha battuto in finale  Michael Chang con il punteggio di 3–6, 6–3, 7–5

### Doppio
Rick Leach /  Jared Palmer hanno battuto in finale  Byron Black /  Jonathan Stark con il punteggio di 4–6, 6–4, 6–4